# Silene variegata
Silene variegata är en nejlikväxtart som först beskrevs av René Louiche Desfontaines, och fick sitt nu gällande namn av Pierre Edmond Boissier och Heldr. Silene variegata ingår i släktet glimmar, och familjen nejlikväxter. Inga underarter finns listade i Catalogue of Life.